# Francisco Jesuíno Avanzi
Francisco Jesuíno Avanzi (Piracicaba, 30 de janeiro de 1949 — São Paulo, 8 de outubro de 2008), popularmente conhecido como Chicão, foi um futebolista brasileiro. Jogou na posição de volante, destacou-se no São Paulo e no Atlético-MG e defendeu, ainda, a seleção brasileira, tendo sido convocado para a Copa do Mundo de 1978, na Argentina.

## Carreira
Chicão era um volante que se destacava mais por sua disposição do que pela técnica. Era considerado um jogador raçudo e viril e, ocasionalmente, até violento, mas também foi chamado de "o mais acabado exemplo de raça e amor à camisa que o [São Paulo] teve em sua história". Dizia-se que, "para ele, qualquer um que ameaçasse as vitórias são-paulinas era passível de punição".
Quando jovem, trabalhava numa fábrica de sua cidade natal como aprendiz de torneiro-mecânico, atividade que não o agradava. Preferia jogar futebol pelo Filhos de Funcionários, time amador de sua cidade natal. Em 1967, participou de uma "peneira" no São Paulo, mas, mesmo aprovado, acabou ingressando nas categorias de base do XV de Piracicaba. Lá, foi campeão de torneios juvenis. Lá, foi descoberto pelo treinador Cilinho, o técnico da equipe profissional do clube piracicabano na época, que o chamou para treinar no time principal. Foi contratado, em 1968, mas não conseguiu se tornar titular. Ele ainda jogava como meia armador.
Ainda em 1968, foi emprestado para o União Agrícola Barbarense, de Santa Bárbara d'Oeste, e firmou-se como o principal jogador da equipe. De lá, transferiu-se para o São Bento, de Sorocaba, e depois para a Ponte Preta, por 150 mil cruzeiros. No clube campineiro, jogou novamente em um time orientado por Cilinho, que o colocou na posição de volante. Assim, destacou-se novamente. Em 1973, foi vendido, junto com o goleiro Waldir Peres, para o São Paulo. Seu passe custou 450 mil cruzeiros, com o Tricolor pagando mais 250 mil cruzeiros pelo arqueiro, após uma negociação que durou quase um mês e que teve o Palmeiras concorrendo com o rival para contratar Chicão. "Agora, estou no clube em que deveria estar desde o início da minha carreira", disse, ao ser contratado, lembrando do teste de que participara, seis anos antes. Ele acabaria ficando no Morumbi por quase sete anos. Lá, tornar-se-ia um dos grandes ídolos da torcida tricolor.
No ano seguinte ao de sua chegada ao São Paulo, Chicão disputou a Libertadores da América, conseguindo o vice-campeonato. A derrota, na final, por 1 a 0, para o Independiente, da Argentina, chegou a ser classificada pelo próprio volante como a "maior decepção" de sua vida. Mesmo assim, seu estilo de jogo de sempre buscar a vitória e mostrar muita disposição fazia dele um ídolo para os são-paulinos. Em 1976, por exemplo, antes de um jogo entre São Paulo e Palmeiras, foi advertido com um cartão amarelo antes mesmo de a partida começar. "Eu cheguei próximo do José de Assis de Aragão e disse a ele: 'Vê se apita direito essa porcaria.' O Aragão não teve dúvida e me deu o amarelo antes do começo do jogo", lembraria, anos mais tarde, o volante.
Em 1975, conquistou seu primeiro título pelo São Paulo — e também da carreira — ao vencer o Campeonato Paulista. No ano seguinte, foi convocado pela primeira vez para a seleção brasileira que disputaria alguns torneios amistosos. Estreou na vitória por 2 a 1 sobre o Uruguai, em jogo pela Taça do Atlântico e manteve-se como titular nas quatro partidas seguintes, até romper os ligamentos do joelho direito aos 23 minutos do segundo tempo do jogo contra a Argentina em 19 de maio. A lesão não foi grave, e ele voltou a jogar menos de um mês depois, em 13 de junho, em partida do São Paulo contra o América de São José do Rio Preto.
Sua maior glória, no entanto, viria em 1977, quando ajudou o time do Morumbi a vencer seu primeiro Campeonato Brasileiro, mesmo depois de se especular sua saída para o Corinthians. O título foi conquistado em cima do Atlético-MG na final, e Chicão foi considerado o melhor jogador em campo. Foi também acusado de quebrar, propositalmente, a perna do atleticano Ângelo, ao pisar nela depois de um carrinho dado por Neca. A partir daí, a torcida atleticana passou a xingá-lo e odiá-lo.
Em 1978, por sua garra, foi convocado para a Copa do Mundo de 1978, na Argentina, em que o Brasil ficou com a terceira colocação. O treinador Cláudio Coutinho queria contar com um jogador como ele para jogos mais tensos contra adversários que usassem a catimba. Coutinho tinha assistido à partida do São Paulo contra a Ponte Preta, em 1 de fevereiro, quando Chicão foi o melhor jogador em campo, e saiu dizendo que o futebol do volante era "feito de competição pura". "Eu só havia atuado meio tempo contra o Peru e meio tempo contra a Áustria. Saí jogando contra a Argentina no lugar de Cerezo, porque o Coutinho queria mais pegada", contou o ex-jogador ao site de A Gazeta Esportiva em 2003.
Foi nesta partida que Chicão teve sua atuação mais famosa pela Seleção — e sua única como titular em uma Copa do Mundo. Coutinho pediu ao volante que impusesse seu jogo sem ser expulso. Ele se estranhou com o atacante argentino Mario Kempes logo no início do duelo, e, coincidência ou não, o artilheiro da equipe adversária teve fraco desempenho em toda a partida. "Os argentinos queriam fazer aquela catimba de sempre e não conseguiram. Eu cheguei arrepiando e eles se encolheram", lembrou ele, também em entrevista ao site de A Gazeta Esportiva. No início do segundo tempo, levou um cartão amarelo, por uma entrada em Kempes, apesar de ter cometido apenas duas faltas, além de uma não marcada. "A imagem que ficou foi a do implacável Chicão literalmente caminhando sobre Ardiles", escreveria a revista Placar, um ano depois. Ganhou dos argentinos o apelido de "Matador". "Tenho certeza de que 'dei o meu recado'", diria o volante, poucos dias depois da partida. Em 2009, entretanto, o jornalista Mauro Beting reviu a partida e não ficou impressionado com a atuação do volante: "Não foi aquele monstro sanguinário pintado — e que muitas vezes foi, mesmo. Jogou muito menos que o imenso Batista, o melhor em campo, ao lado do imperial Oscar na zaga brasileira".
Chicão permaneceu no São Paulo até o fim de 1979, tendo atuado em 312 jogos e marcado dezenove gols. Foi para o Atlético-MG, onde teve dificuldades para ser aceito por sua nova torcida, por causa do incidente na final do Brasileiro de 1977, mas, ao chegar a Belo Horizonte, conseguiu cativar a torcida depois de ser contratado para jogar justamente ao lado de Ângelo. Já com 31 anos, chegou para ser exemplo para o jovem time que estava sendo montado. "Nós [os veteranos] puxamos a fila no treino, chegamos mais cedo ao clube, tranquilizamos o pessoal em campo", explicou o jogar à Placar. Em Minas Gerais, conquistou o Campeonato Mineiro de 1980.
Em 10 de setembro de 1981 o Santos anunciou a contratação de Chicão e de Palhinha junto ao Atlético, por 26,5 milhões de cruzeiros. A decisão do time mineiro, que colocou os jovens De Rosis e Helinho no lugar dos dois, foi criticada pela imprensa. Menos de um ano depois, Chicão foi emprestado ao Londrina, para o Campeonato Paranaense. Quando seu empréstimo venceu, ameaçou aposentar-se, caso o Santos não lhe concedesse passe livre. "Primeiro, financeiramente sou uma pessoa que conseguiu a estabilidade", avaliou. "Segundo, quero fazer uma avaliação comigo mesmo, para ver se tenho condições de disputar a Taça de Ouro ou mesmo a Taça de Prata, porque sei que time para eu jogar é que não vai faltar. E terceiro é que eu ainda não sei como vou me sentir depois que encerrar a carreira".
Nos anos seguintes, jogou ainda no Corinthians de Presidente Prudente e no Botafogo de Ribeirão Preto, antes de chegar ao Mogi Mirim, em abril de 1984, como o veterano que o clube buscava para liderar um elenco jovem. Foi uma das peças-chave no acesso do time à primeira divisão paulista, em 1985. Nessa campanha, ficou de fora de apenas 3 das 36 partidas do time, sendo uma por expulsão, uma por cartões amarelos e só uma por contusão. Encerrou a carreira em 1986, aos 37 anos: com os quatro meniscos operados, não conseguiu mais continuar. Além disso, sofria de um problema crônico no nervo ciático. No entanto, sua determinação e raça não deixavam que isso o atrapalhasse quando jogava. Sofria ainda de problemas estomacais que mais de uma vez fizeram com que ele vomitasse em campo — mas seguia jogando do mesmo jeito que antes.

## Seleção Brasileira
No total, vestiu a camisa do Brasil em nove partidas oficiais e duas não oficiais, com sete vitórias, três empates e uma derrota. Não marcou gols. Sua primeira partida oficial foi em 25 de fevereiro de 1976, pelas Taças do Atlântico e Oswaldo Cruz, contra o Uruguai (vitória por 2 a 1), enquanto a última foi contra o Paraguai, em 24 de outubro de 1979, pela Copa América (derrota por 2 a 1).

## Aposentadoria e morte
Quando se aposentou dos gramados, tentou a profissão de técnico. Começou no XV de Piracicaba e, em seguida, foi para o Independente de Limeira. Além disso, teve uma loja de material esportivo em sua cidade por seis anos. Em 2001 voltou a treinar um time de futebol, o Clube Atlético Montenegro, de Paranapanema, atualmente licenciado da Federação Paulista de Futebol e que chegou à série B-2 sob seu comando.
Chicão morreu no dia 8 de outubro de 2008, aos 59 anos, vítima de câncer de esôfago. O presidente do São Paulo, Juvenal Juvêncio, decretou luto oficial no São Paulo, cujo elenco entrou em campo no dia seguinte, contra o Náutico, pelo Campeonato Brasileiro, com tarjas pretas nos braços. Em 9 de dezembro o São Paulo inaugurou sua terceira loja oficial, cuja temática da decoração foi dedicada a Chicão.